# The Chinese Puzzle (1919)
The Chinese Puzzle (em português:  O Quebra-cabeça Chinês[carece de fontes?]) é um filme mudo policial britânico de 1919, dirigido por Fred Goodwins e estrelado por Leon M. Lion, Lilian Braithwaite e Milton Rosmer. Foi adaptado da peça The Chinese Puzzle, escrito por Lion e Frances Barclay.[carece de fontes?]

## Elenco
- Leon M. Lion - Marquis Li Chung
- Lilian Braithwaite - Lady de la Haye
- Milton Rosmer - Sir Roger de la Haye
- Sybil Arundale - Naomi Melsham
- Dora De Winton - Sra. Melsham
- Charles Rock - Sir Aylmer Brent
- Reginald Bach - Henrik Stroom
- Sam Livesey - Paul Markatel
- Alexander Sarner - Raoul d'Armand